# Puffinus myrtae
La pardela de Rapa (Puffinus myrtae) es una especie de ave procelariforme de la familia Procellariidae. Se reproduce en la isla de Rapa, una de las islas Australes de la Polinesia Francesa, donde es conocida localmente como kaki kaki. En el pasado ha sido considerada subespecie de la pardela de Newell (P. newelli) y de la pardela chica (P. assimilis) pero en la actualidad se suele reconocer como especie distinta.